# José María de la Torre Martín
José María de la Torre Martín (Pegueros, 9 settembre 1952 – Aguascalientes, 14 dicembre 2020) è stato un vescovo cattolico messicano.

## Biografia
José María de la Torre Martín nacque a Pegueros il 9 settembre 1952.

### Formazione e ministero sacerdotale
Studiò filosofia nel seminario maggiore di Guadalajara e teologia nei seminari maggiori di Monterrey e di San Juan de Los Lagos. In seguito conseguì la licenza in teologia pastorale presso l'Università Pontificia Salesiana.
Il 1º giugno 1980 fu ordinato presbitero per la diocesi di San Juan de los Lagos. In seguito fu vicario parrocchiale in diverse parrocchie, vicario per la pastorale della diocesi, membro del collegio dei consultori e moderatore dell'azione pastorale della cattedrale diocesana, il santuario di Nostra Signora di San Juan de los Lagos.

### Ministero episcopale
Il 19 giugno 2002 papa Giovanni Paolo II lo nominò vescovo ausiliare di Guadalajara e titolare di Panatoria. Ricevette l'ordinazione episcopale il 16 luglio successivo nell'auditorium "Benito Juárez" di Guadalajara dal cardinale Juan Sandoval Íñiguez, arcivescovo metropolita di Guadalajara, co-consacranti l'arcivescovo Giuseppe Bertello, nunzio apostolico in Messico, e il vescovo di San Juan de los Lagos Javier Navarro Rodríguez.
Nel settembre del 2005 compì la visita ad limina.
Il 31 gennaio 2008 papa Benedetto XVI lo nominò vescovo di Aguascalientes. Prese possesso della diocesi il 13 marzo successivo.
Nel maggio del 2014 compì una seconda visita ad limina.
Come vescovo di Aguascalientes, José María de la Torre Martín fu un attore rilevante sulla questione del matrimonio tra persone dello stesso sesso in Messico, essendo uno dei suoi maggiori oppositori. Nel settembre del 2014 paragonò le unioni omosessuali alla zoofilia, affermazione che dovette ritrattare un anno dopo a causa della raccomandazione emessa dal Consiglio nazionale per la prevenzione della discriminazione (CONAPRED).
Nel maggio del 2016, a seguito di un disegno di legge promosso dal presidente Enrique Peña Nieto, unito alla dichiarazione di incostituzionalità resa dalla Corte Suprema di Giustizia della Nazione che impedì i matrimoni tra persone dello stesso sesso, monsignor de la Torre Martín criticò queste azioni, sottolineando che c'erano problemi maggiori nel paese.
Durante le elezioni statali di Aguascalientes del 2016, vinte dal candidato del Partito Azione Nazionale Martín Orozco Sandoval, la Chiesa cattolica, con il vescovo de la Torre Martín a capo, suscitò clamore perché dal pulpito diversi chierici invitarono a votare per chi difende i valori del Vangelo. Questo portò la candidata del Partito Rivoluzionario Istituzionale Lorena Martínez, a contestare l'elezione per interferenze della Chiesa. Le autorità elettorali respinsero il ricorso.
Allo stesso modo, in dichiarazioni rese il 10 agosto 2016, paragonò i matrimoni tra persone dello stesso sesso a "quesadillas senza formaggio", riferendosi al modo in cui questo piatto viene servito a Città del Messico, e sottolineò che proprio "come non ha senso chiamare tacos le quesadilla senza formaggio, un matrimonio tra persone dello stesso sesso non dovrebbe essere chiamato matrimonio".
Il 5 novembre 2020 fu ricoverato all'ospedale "Hidalgo" di Aguascalientes per COVID-19. Nelle settimane successive le sue condizioni peggiorarono finché fu trasferito in terapia intensiva e poi indotto in coma farmacologico. Morì il 14 dicembre all'età di 68 anni. Le esequie si tennero il giorno successivo nella cattedrale di Nostra Signora Assunta ad Aguascalientes e furono presiedute dal cardinale José Francisco Robles Ortega. Al termine del rito fu sepolto nello stesso edificio accanto ai suoi predecessori Rafael Muñoz Núñez e Ramón Godínez Flores.

## Genealogia episcopale
La genealogia episcopale è:
- Cardinale Scipione Rebiba
- Cardinale Giulio Antonio Santori
- Cardinale Girolamo Bernerio, O.P.
- Arcivescovo Galeazzo Sanvitale
- Cardinale Ludovico Ludovisi
- Cardinale Luigi Caetani
- Cardinale Ulderico Carpegna
- Cardinale Paluzzo Paluzzi Altieri degli Albertoni
- Papa Benedetto XIII
- Papa Benedetto XIV
- Cardinale Enrico Enriquez
- Arcivescovo Manuel Quintano Bonifaz
- Cardinale Buenaventura Córdoba Espinosa de la Cerda
- Cardinale Giuseppe Maria Doria Pamphilj
- Papa Pio VIII
- Papa Pio IX
- Cardinale Alessandro Franchi
- Cardinale Giovanni Simeoni
- Cardinale Antonio Agliardi
- Cardinale Basilio Pompilj
- Cardinale Adeodato Piazza, O.C.D.
- Cardinale Luigi Raimondi
- Vescovo Manuel Talamás Camandari
- Cardinale Juan Sandoval Íñiguez
- Vescovo José María de la Torre Martín